# Motuharakeke Island
Motuharakeke Island, auch Flax Island genannt, ist eine kleine Insel im Norden der Nordinsel von Neuseeland.

## Geographie
Die sehr steile, bis zu 59 m hohe Insel ist Teil der Inselgruppe der Cavalli Islands und befindet sich rund 1350 m östlich von Motukawanui Island, der Hauptinsel der Gruppe, die sich im Nordosten von [[Northland (Neuseeland)|Northland]] befindet. Motuharakeke Island besitzt eine Länge von rund 435 m in Westnordwest-Ostsüdost-Richtung und eine maximale Breite von rund 160 m in Südwest-Nordost-Richtung. Ihre Fläche beträgt rund 4,5 Hektar.
Westlich und nordwestlich angrenzend befindet sich die kleinen Felseninseln Te Anaputa Island und Te Anaputaiti Island, rund 280 m und 190 m entfernt.